# No esperes demasiado del fin del mundo
No esperes demasiado del fin del mundo (en rumano: Nu astepta prea mult de la sfârsitul lumii) es una película de comedia negra satírica, absurdista de 2023 escrita y dirigida por Radu Jude. Está protagonizada por Ilinca Manolache y cuenta con actuaciones de apoyo de Nina Hoss y Uwe Boll.
La película se estrenó en la competición principal del Festival Internacional de Cine de Locarno de 2023, donde recibió elogios de la crítica y el Premio Especial del Jurado. Seguido de proyecciones en el Festival Internacional de Cine de Toronto de 2023 y en el Festival Internacional de Cine de Nueva York de 2023.
Fue seleccionada como la candidata rumana a la mejor película internacional en los Premios Óscar 2024.

## Sinopsis
Una ayudante de producción sobrecargada de trabajo y mal pagada debe conducir por la ciudad de Bucarest para filmar el casting de un vídeo de seguridad laboral encargado por una multinacional. Cuando uno de sus entrevistados hace una declaración que desata un escándalo, se ve obligada a reinventar toda la historia.

## Reparto
- Ilinca Manolache como Ángela
- Nina Hoss como Doris Goethe
- Katia Pascariu
- Sofia Nicolaescu
- Uwe Boll como él mismo
- László Miske
- Ovidiu Pîrsan
- Dorina Lazar

## Premios y nominaciones
| Premio                                            | Fecha                 | Categoría                                             | Nominado                                         | Resultado | Ref.  |  |
| ------------------------------------------------- | --------------------- | ----------------------------------------------------- | ------------------------------------------------ | --------- | ----- |  |
| Premios de la Sociedad Internacional de Cinéfilos | 10 de febrero de 2024 | Mejor película                                        | No esperes demasiado del fin del mundo           | Nominado  | [ 3 ] |  |
| Premios de la Sociedad Internacional de Cinéfilos | 10 de febrero de 2024 | Mejor director                                        | Radu Jude                                        | Nominado  | [ 3 ] |  |
| Premios de la Sociedad Internacional de Cinéfilos | 10 de febrero de 2024 | Mejor actriz                                          | Ilinca Manolache                                 | Nominada  | [ 3 ] |  |
| Premios de la Sociedad Internacional de Cinéfilos | 10 de febrero de 2024 | Mejor guion original                                  | Radu Jude                                        | Nominado  | [ 3 ] |  |
| Premios de la Sociedad Internacional de Cinéfilos | 10 de febrero de 2024 | Mejor edición                                         | Catalin Cristutiu                                | Nominado  | [ 3 ] |  |
| Premios de la Sociedad Internacional de Cinéfilos | 10 de febrero de 2024 | Mejor intérprete revelación                           | Ilinca Manolache                                 | Ganador   | [ 3 ] |  |
| Festival Internacional de Cine de Gijón           | 2023                  | Mejor largometraje. Sección Oficial Competición Albar | No esperes demasiado del fin del mundo Radu Jude | Ganador   | [ 4 ] |  |